# Liga Colombiana de Baloncesto 2017
La Liga Profesional de Baloncesto 2017 fue el torneo de la temporada 2017 del Baloncesto Profesional Colombiano máxima categoría del baloncesto en Colombia, inició el 20 de mayo y finalizó el 5 de agosto. Fue organizado por la División Profesional de Baloncesto (DPB), entidad dependiente de la Federación Colombiana de Baloncesto.
El torneo sirvió para escoger la base de la Selección de baloncesto de Colombia que participará en las eliminatorias de la FIBA Américas para la Copa Mundial de Baloncesto de 2019 en China.

## Novedades
El torneo permitió la inscripción de máximo 20 jugadores y mínimo 15 por equipo incluyendo extranjeros que fue mínimo 2 y máximo 3 extranjeros todos sin límite de edad. Todos los partidos se juegan a las 08:00 p. m. hora colombiana, el equipo Fastbreak del Valle hace su debut en el torneo mientras Halcones de Cúcuta se ausentaron en el torneo.

## Sistema de juego
El torneo consta de tres fases en esta edición:
- Primera fase o Eliminatoria: Los ocho (8) clubes participantes juegan todos contra todos, teniendo catorce (14) juegos de local y catorce (14) de visitante enfrentándose así en cuatro ocasiones a cada equipo. Disputada del 20 de mayo al 23 de julio para un total de 112 juegos.

- Segunda fase o semifinales: Los cuatro mejores equipos ubicados en la fase anterior se enfrentan en dos llaves de la siguiente manera:

1° lugar vs 4° lugar

2° lugar va 3° lugar
Enfrentándose en tres juegos y clasificando a la final el ganador de dos partidos disputados del 26 al 30 de julio cerrando en casa los últimos dos juegos el mejor clasificado.
- Final: Se juegan tres partidos siendo el campeón el ganador de dos juegos entre el 2 y el 6 de agosto cerrando en casa los últimos dos juegos el mejor clasificado.

## Datos de los clubes
| Equipo                   | Ciudad     | Departamento    | Pabellón                        | Aforo |
| ------------------------ | ---------- | --------------- | ------------------------------- | ----- |
| Academia de la Montaña   | Medellín   | Antioquia       | Coliseo Universidad de Medellín | 6.000 |
| Águilas de Tunja         | Tunja      | Boyacá          | Coliseo Cubierto San Antonio    | 5.000 |
| Caciques de Valledupar   | Valledupar | Cesar           | Coliseo Cubierto Julio Monsalvo | 8.000 |
| Cóndores de Cundinamarca | Tocancipá  | Cundinamarca    | Coliseo Municipal               | --    |
| Cimarrones del Chocó     | Quibdó     | Chocó           | Coliseo de la UTCH              | 4.000 |
| Fastbreak del Valle      | Cali       | Valle del Cauca | Coliseo Evangelista Mora        | 5.000 |
| Piratas de Bogotá        | Bogotá     | Bogotá, D. C.   | Coliseo El Salitre              | 7.000 |
| Sabios de Manizales      | Manizales  | Caldas          | Coliseo Jorge Arango Uribe      | 3.200 |

## Primera fase
Los equipos se enfrentan en todos contra todos para definir los clasificados a semifinales. En caso de empates la ventaja en la posición la tendrá el equipo que haya ganado más partidos frente al otro equipo en sus enfrentamientos entre sí.
|  | Clasificados a Segunda fase. |
|  | Eliminados.                  |

### Posiciones
| Pos | Equipos                  | PTS | PG | PP | PJ | PTFA | PTCO | Desempate  |
| --- | ------------------------ | --- | -- | -- | -- | ---- | ---- | ---------- |
| 1.  | Fastbreak del Valle      | 55  | 27 | 1  | 28 | 2217 | 1806 |            |
| 2.  | Academia de la Montaña   | 46  | 18 | 10 | 28 | 2260 | 2127 |            |
| 3.  | Cimarrones del Chocó     | 45  | 17 | 11 | 28 | 2061 | 1850 |            |
| 4.  | Cóndores de Cundinamarca | 42  | 14 | 14 | 28 | 2324 | 2317 |            |
| 5.  | Caciques Valledupar      | 39  | 11 | 17 | 28 | 1936 | 2102 |            |
| 6.  | Piratas de Bogotá        | 37  | 9  | 19 | 28 | 2106 | 2291 | (PGES) 3-1 |
| 7.  | Sabios de Manizales      | 37  | 9  | 19 | 28 | 2115 | 2247 | (PGES) 1-3 |
| 8.  | Águilas de Tunja         | 35  | 7  | 21 | 28 | 2136 | 2406 |            |

- Nota: El reglamento establece los siguientes items para desempate en puntos entre los equipos.

(PGES) Mayor número de partidos ganados entre sí.

(CPES) Cesta promedio entre sí (el mayor cociente que resulte de la división de las cestas a favor entre las cestas en contra).

(PGET) Mayor número de partidos ganados en la temporada.

(CPET) Cesta promedio en la temporada (el mayor cociente que resulte de la división de las cestas a favor entre las cestas en contra).

### Resultados
Los horarios corresponden al huso horario de Colombia, UTC–5.
| Piratas  | 43 : 51  | Cimarrones | Cayetano Cañizares   | 20 de mayo  | 16:00 | Sin transmisión |
| Caciques | 65 : 69  | Sabios     | Julio Monsalve       | 20 de mayo  | 19:00 | Sin transmisión |
| Piratas  | 56 : 89  | Cimarrones | El Salitre           | 21 de mayo  | 11:00 | Sin transmisión |
| Caciques | 59 : 73  | Sabios     | Julio Monsalve       | 21 de mayo  | 11:00 | Sin transmisión |
| Águilas  | 96 : 82  | Cóndores   | Cubierto San Antonio | 23 de mayo  | 20:00 | Sin transmisión |
| Águilas  | 93 : 105 | Cóndores   | Cubierto San Antonio | 24 de mayo  | 20:00 | Sin transmisión |
| Academia | 69 : 77  | Fastbreak  | Ivan de Bedout       | 20 de junio | 20:00 | Sin transmisión |
| Academia | 85 : 88  | Fastbreak  | Ivan de Bedout       | 21 de junio | 20:00 | Sin transmisión |

| Piratas    | 80 : 58 | Águilas   | El Salitre             | 27 de mayo  | 16:00 | Sin transmisión |
| Sabios     | 77 : 94 | Fastbreak | Jorge Arango           | 27 de mayo  | 19:00 | Sin transmisión |
| Cóndores   | 70 : 60 | Academia  | Municipal de Tocancipá | 27 de mayo  | 20:00 | Sin transmisión |
| Piratas    | 82 : 79 | Águilas   | El Salitre             | 28 de mayo  | 11:00 | Sin transmisión |
| Sabios     | 81 : 71 | Fastbreak | Jorge Arango           | 28 de mayo  | 11:00 | Sin transmisión |
| Cóndores   | 86 : 78 | Academia  | Municipal de Tocancipá | 28 de mayo  | 13:00 | Sin transmisión |
| Cimarrones | 96 : 68 | Caciques  | El Jardín              | 20 de junio | 20:00 | Sin transmisión |
| Cimarrones | 82 : 69 | Caciques  | El Jardín              | 21 de junio | 20:00 | Sin transmisión |

| Águilas    | 81 : 83 | Academia | Cubierto San Antonio  | 30 de mayo | 20:00 | Sin transmisión |
| Caciques   | 73 : 68 | Piratas  | Julio Monsalve        | 30 de mayo | 20:00 | Sin transmisión |
| Fastbreak  | 75 : 74 | Cóndores | Evangelista Mora      | 30 de mayo | 21:10 | Telepacífico    |
| Águilas    | 80 : 73 | Academia | Cubierto San Antonio  | 31 de mayo | 20:00 | Sin transmisión |
| Caciques   | 71 : 62 | Piratas  | Julio Monsalve        | 31 de mayo | 20:00 | Sin transmisión |
| Cimarrones | 72 : 58 | Sabios   | Universidad del Chocó | 31 de mayo | 20:00 | Sin transmisión |
| Fastbreak  | 91 : 64 | Cóndores | Evangelista Mora      | 31 de mayo | 21:10 | Telepacífico    |
| Cimarrones | 72 : 66 | Sabios   | Universidad del Chocó | 1 de junio | 20:00 | Sin transmisión |

| Academia | 65 : 63 | Cimarrones | Ivan de Bedout         | 2 de junio | 17:30 | Sin transmisión |
| Caciques | 61 : 59 | Cóndores   | Julio Monsalve         | 2 de junio | 19:30 | Sin transmisión |
| Academia | 69 : 61 | Cimarrones | Ivan de Bedout         | 3 de junio | 17:30 | Sin transmisión |
| Águilas  | 85 : 92 | Fastbreak  | Departamental de Tunja | 3 de junio | 18:00 | Sin transmisión |
| Sabios   | 86 : 75 | Piratas    | Jorge Arango           | 3 de junio | 19:00 | Sin transmisión |
| Caciques | 76 : 71 | Cóndores   | Julio Monsalve         | 3 de junio | 19:30 | Sin transmisión |
| Sabios   | 57 : 63 | Piratas    | Jorge Arango           | 4 de junio | 11:00 | Sin transmisión |
| Águilas  | 76 : 87 | Fastbreak  | Departamental de Tunja | 4 de junio | 11:00 | Sin transmisión |

| Fastbreak | 84 : 62 | Caciques   | Evangelista Mora       | 9 de junio  | 21:10 | Telepacífico    |
| Fastbreak | 73 : 57 | Caciques   | Evangelista Mora       | 10 de junio | 16:00 | Telepacífico    |
| Piratas   | 76 : 85 | Academia   | El Salitre             | 10 de junio | 16:00 | Sin transmisión |
| Sabios    | 92 : 84 | Cóndores   | Jorge Arango           | 10 de junio | 16:00 | Sin transmisión |
| Águilas   | 79 : 78 | Cimarrones | Departamental de Tunja | 10 de junio | 19:00 | Sin transmisión |
| Piratas   | 65 : 81 | Academia   | El Salitre             | 11 de junio | 11:00 | Sin transmisión |
| Sabios    | 89 : 67 | Cóndores   | Jorge Arango           | 11 de junio | 11:00 | Sin transmisión |
| Águilas   | 65 : 83 | Cimarrones | Departamental de Tunja | 11 de junio | 11:00 | Sin transmisión |

| Academia  | 103 : 80 | Sabios     | Ivan de Bedout         | 13 de junio | 20:00 | Sin transmisión |
| Águilas   | 81 : 82  | Caciques   | Departamental de Tunja | 13 de junio | 20:00 | Sin transmisión |
| Cóndores  | 92 : 80  | Cimarrones | Municipal de Tocancipá | 13 de junio | 20:00 | Sin transmisión |
| Fastbreak | 92 : 71  | Piratas    | Evangelista Mora       | 13 de junio | 21:10 | Telepacífico    |
| Academia  | 95 : 78  | Sabios     | Ivan de Bedout         | 14 de junio | 20:00 | Sin transmisión |
| Águilas   | 75 : 80  | Caciques   | Julio Monsalve         | 14 de junio | 20:00 | Sin transmisión |
| Cóndores  | 89 : 85  | Cimarrones | Municipal de Tocancipá | 14 de junio | 20:00 | Sin transmisión |
| Fastbreak | 94 : 77  | Piratas    | Evangelista Mora       | 14 de junio | 21:10 | Telepacífico    |

| Academia   | 90 : 70 | Caciques  | Ivan de Bedout         | 16 de junio | 18:00 | Sin transmisión |
| Academia   | 72 : 26 | Caciques  | Ivan de Bedout         | 17 de junio | 17:30 | Sin transmisión |
| Sabios     | 72 : 77 | Águilas   | Jorge Arango           | 17 de junio | 19:00 | Sin transmisión |
| Cóndores   | 80 : 91 | Piratas   | Municipal de Tocancipá | 17 de junio | 19:00 | Sin transmisión |
| Sabios     | 99 : 67 | Águilas   | Jorge Arango           | 18 de junio | 11:00 | Sin transmisión |
| Cóndores   | 91 : 88 | Piratas   | Municipal de Tocancipá | 18 de junio | 11:00 | Sin transmisión |
| Cimarrones | 0 : 20  | Fastbreak | El Jardín              | Aplazado    | 20:00 | Sin transmisión |
| Cimarrones | 0 : 20  | Fastbreak | El Jardín              | Aplazado    | 20:00 | Sin transmisión |

| Fastbreak  | 84 : 55 | Academia | Evangelista Mora       | 23 de junio | 21:10 | Telepacífico    |
| Cimarrones | 83 : 46 | Piratas  | El Jardín              | 24 de junio | 16:00 | Sin transmisión |
| Fastbreak  | 63 : 57 | Academia | Evangelista Mora       | 24 de junio | 16:00 | Sin transmisión |
| Sabios     | 95 : 87 | Caciques | Jorge Arango           | 24 de junio | 19:00 | Sin transmisión |
| Cóndores   | 89 : 66 | Águilas  | Municipal de Tocancipá | 24 de junio | 19:00 | Sin transmisión |
| Sabios     | 75 : 77 | Caciques | Jorge Arango           | 25 de junio | 11:00 | Sin transmisión |
| Cimarrones | 76 : 64 | Piratas  | El Jardín              | 25 de junio | 11:00 | Sin transmisión |
| Cóndores   | 84 : 75 | Águilas  | Municipal de Tocancipá | 25 de junio | 11:00 | Sin transmisión |

| Academia  | 88 : 86  | Cóndores   | Ivan de Bebout         | 27 de junio | 20:00 | Sin transmisión |
| Caciques  | 78 : 71  | Cimarrones | Julio Monsalve         | 27 de junio | 20:00 | Sin transmisión |
| Águilas   | 85 : 97  | Piratas    | Departamental de Tunja | 27 de junio | 20:00 | Sin transmisión |
| Fastbreak | 90 : 69  | Sabios     | Evangelista Mora       | 27 de junio | 19:10 | Telepacífico    |
| Academia  | 81 : 78  | Cóndores   | Ivan de Bedout         | 28 de junio | 20:00 | Sin transmisión |
| Caciques  | 63 : 90  | Cimarrones | Julio Monsalve         | 28 de junio | 20:00 | Sin transmisión |
| Águilas   | 102 : 89 | Piratas    | Departamental de Tunja | 28 de junio | 20:00 | Sin transmisión |
| Fastbreak | 91 : 59  | Sabios     | Evangelista Mora       | 28 de junio | 19:10 | Telepacífico    |

| Academia | 107 : 102 | Águilas    | Ivan de Bedout         | 30 de junio | 17:30 | Sin transmisión |
| Piratas  | 20 : 0    | Caciques   | El Salitre             | 1 de julio  | 16:00 | Sin transmisión |
| Cóndores | 60 : 85   | Fastbreak  | Municipal de Tocancipá | 1 de julio  | 19:00 | Sin transmisión |
| Sabios   | 75 : 77   | Cimarrones | Jorge Arango           | 1 de julio  | 19:00 | Sin transmisión |
| Academia | 102 : 70  | Águilas    | Ivan de Bedout         | 1 de julio  | 17:30 | Sin transmisión |
| Sabios   | 73 : 67   | Cimarrones | Jorge Arango           | 2 de julio  | 11:00 | Sin transmisión |
| Cóndores | 72 : 81   | Fastbreak  | Municipal de Tocancipá | 2 de julio  | 11:00 | Sin transmisión |
| Piratas  | 88 : 81   | Caciques   | El Salitre             | 2 de julio  | 16:00 | Sin transmisión |

| Cóndores   | 92 : 67  | Caciques | Municipal de Tocancipá | 4 de julio | 20:00 | Sin transmisión |
| Cóndores   | 84 : 80  | Caciques | Municipal de Tocancipá | 5 de julio | 20:00 | Sin transmisión |
| Fastbreak  | 85 : 78  | Águilas  | Evangelista Mora       | 7 de julio | 21:10 | Telepacífico    |
| Fastbreak  | 89 : 45  | Águilas  | Evangelista Mora       | 8 de julio | 16:00 | Sin transmisión |
| Piratas    | 95 : 78  | Sabios   | El Salitre             | 8 de julio | 16:00 | Sin transmisión |
| Cimarrones | 104 : 67 | Academia | El Jardín              | 8 de julio | 19:00 | Sin transmisión |
| Piratas    | 89 : 83  | Sabios   | El Salitre             | 9 de julio | 11:00 | Sin transmisión |
| Cimarrones | 70 : 54  | Academia | El Jardín              | 9 de julio | 18:00 | Sin transmisión |

| Academia   | 117 : 77 | Piratas   | Ivan de Bedout         | 14 de julio | 17:30 | Sin transmisión |
| Cimarrones | 83 : 59  | Águilas   | El Jardín              | 14 de julio | 20:00 | Sin transmisión |
| Academia   | 107 : 73 | Piratas   | Ivan de Bedout         | 15 de julio | 17:30 | Sin transmisión |
| Cóndores   | 98 : 77  | Sabios    | Municipal de Tocancipá | 15 de julio | 19:00 | Sin transmisión |
| Caciques   | 63 : 71  | Fastbreak | Julio Monsalve         | 15 de julio | 20:00 | Sin transmisión |
| Cimarrones | 92 : 69  | Águilas   | El Jardín              | 15 de julio | 20:00 | Sin transmisión |
| Caciques   | 71 : 82  | Fastbreak | Julio Monsalve         | 16 de julio | 10:15 | Sin transmisión |
| Cóndores   | 78 : 65  | Sabios    | Municipal de Tocancipá | 16 de julio | 11:00 | Sin transmisión |

| Piratas    | 67 : 81   | Fastbreak | El Salitre     | 18 de julio | 19:00 | Sin transmisión |
| Caciques   | 91 : 62   | Águilas   | Julio Monsalve | 18 de julio | 20:00 | Sin transmisión |
| Sabios     | 70 : 79   | Academia  | Jorge Arango   | 18 de julio | 20:00 | Sin transmisión |
| Cimarrones | 109 : 102 | Cóndores  | El Jardín      | 18 de julio | 20:00 | Sin transmisión |
| Piratas    | 90 : 92   | Fastbreak | El Salitre     | 19 de julio | 19:00 | Sin transmisión |
| Caciques   | 79 : 67   | Águilas   | Julio Monsalve | 19 de julio | 20:00 | Sin transmisión |
| Sabios     | 78 : 100  | Academia  | Jorge Arango   | 19 de julio | 20:00 | Sin transmisión |
| Cimarrones | 85 : 77   | Cóndores  | El Jardín      | 19 de julio | 20:00 | Sin transmisión |

| Fastbreak | 90 : 69   | Cimarrones | Evangelista Mora       | 21 de julio | 21:10 | Telepacífico    |
| Piratas   | 96 : 99   | Cóndores   | El Salitre             | 22 de julio | 16:00 | Sin transmisión |
| Fastbreak | 75 : 73   | Cimarrones | Evangelista Mora       | 22 de julio | 16:00 | Sin transmisión |
| Águilas   | 88 : 74   | Sabios     | Departamental de Tunja | 22 de julio | 18:00 | Sin transmisión |
| Caciques  | 64 : 59   | Academia   | Julio Monsalve         | 22 de julio | 19:30 | Sin transmisión |
| Piratas   | 107 : 111 | Cóndores   | El Salitre             | 23 de julio | 11:00 | Sin transmisión |
| Águilas   | 76 : 67   | Sabios     | Departamental de Tunja | 23 de julio | 11:00 | Sin transmisión |
| Caciques  | 71 : 77   | Academia   | Julio Monsalve         | 23 de julio | 11:00 | Sin transmisión |

## Resumen de series
A continuación el resumen del total de juegos y puntos entre todos los equipos en la temporada.
| Piratas (0-4) Cimarrones Puntos: 209-299  | Caciques (1-3) Sabios Puntos: 288-212      | Águilas (1-3) Cóndores Puntos: 330-360   | Academia (0-4) Fastbreak Puntos: 266-312  |
| Piratas (3-1) Águilas Puntos: 348-324     | Sabios (1-3) Fastbreak Puntos: 286-346     | Cóndores (2-2) Academia Puntos: 320-307  | Cimarrones (3-1) Caciques Puntos: 339-278 |
| Águilas (1-3) Academia Puntos: 333-365    | Caciques (2-2) Piratas Puntos: 225-238     | Fastbreak (4-0) Cóndores Puntos: 332-270 | Cimarrones (3-1) Sabios Puntos: 302-272   |
| Academia (2-2) Cimarrones Puntos: 185-237 | Caciques (2-2) Cóndores Puntos: 237-206    | Sabios (1-3) Piratas Puntos: 304-322     | Águilas (0-4) Fastbreak Puntos: 284-353   |
| Piratas (0-4) Academia Puntos: 291-390    | Sabios (2-2) Cóndores Puntos: 323-327      | Águilas (1-3) Cimarrones Puntos: 272-336 | Fastbreak (4-0) Caciques Puntos: 310-253  |
| Academia (4-0) Sabios Puntos: 377-307     | Águilas (0-4) Caciques Puntos: 285-332     | Fastbreak (4-0) Piratas Puntos: 359-305  | Cóndores (2-2) Cimarrones Puntos: 360-359 |
| Academia (3-1) Caciques Puntos: 301-267   | Cimarrones (0-4) Fastbreak Puntos: 142-204 | Sabios (1-3) Águilas Puntos: 312-308     | Cóndores (3-1) Piratas Puntos: 381-382    |

## Fase final
Clasificaron los cuatro primeros ubicados en la tabla general. 
|  | Semifinales       | Semifinales |   |  | Final            | Final |  |
|  |                   |             |   |  |                  |       |  |
|  | 26 y 28 de julio  |             |   |  |                  |       |  |
|  | Fastbreak         | 2           |   |  |                  |       |  |
|  | Cóndores          | 0           |   |  |                  |       |  |
|  |                   |             |   |  |                  |       |  |
|  |                   |             |   |  | 2 al 5 de agosto |       |  |
|  |                   |             |   |  | Fastbreak        | 1     |  |
|  |                   | Cimarrones  | 2 |  |                  |       |  |
|  |                   |             |   |  |                  |       |  |
|  |                   |             |   |  |                  |       |  |
|  |                   |             |   |  |                  |       |  |
|  | 26 al 30 de julio |             |   |  |                  |       |  |
|  | Academia          | 2           |   |  |                  |       |  |
|  | Cimarrones        | 1           |   |  |                  |       |  |

## Semifinales
Disputada del 26 al 30 de julio de ser necesarios los tres juegos.
| 26 de julio, 20:00(UTC–5) | Cóndores                                              | 72–83                | Fastbreak                                             | Tocancipá                               |  |
|                           | Parciales: 13-14, 15-19, 21-27, 23-23                 |                      |                                                       |                                         |  |
|                           | Estadísticas J. Herrera 17 L. Almanza 10 R. Mc Coy 13 | Reporte Pts Reb Asts | Estadísticas S. Ortiz 15 M. Hinestroza 9 H. Uhegwu 11 | Pabellón: Coliseo Municipal Árbitros: * |  |

| 28 de julio, 21:10(UTC–5) Telepacífico | Fastbreak                                              | 96–84                | Cóndores                                           | Cali                                   |  |
|                                        | Parciales: 25-18, 21-27, 20-18, 30-21                  |                      |                                                    |                                        |  |
|                                        | Estadísticas D. Crockrell 25 D. Crockrell 9 S. Ortiz 5 | Reporte Pts Reb Asts | Estadísticas R. Mc Coy 22 L. Almanza 8 R. Mc Coy 9 | Pabellón: Evangelista Mora Árbitros: * |  |

| 26 de julio, 20:00(UTC–5) | Cimarrones                                              | 71–74                | Academia                                                   | Quibdó                                  |  |
|                           | Parciales: 21-20, 17-20, 16-18, 17-16                   |                      |                                                            |                                         |  |
|                           | Estadísticas E. Renteria 15 J. Hernández 11 E. Moreno 5 | Reporte Pts Reb Asts | Estadísticas B. Agualimpia 21 B. Agualimpia 10 T. Murray 4 | Pabellón: Coliseo El Jardín Árbitros: * |  |

| 29 de julio, 16:00 (UTC–5) | Academia                                                   | 58–73                | Cimarrones                                             | Medellín                                     |  |
|                            | Parciales: 19-21, 18-15, 12-18, 9-19                       |                      |                                                        |                                              |  |
|                            | Estadísticas S. Granados 16 B. Agualimpia 11 S. Granados 6 | Reporte Pts Reb Asts | Estadísticas J. Zamora 22 J. Hernández 7 A. Carraway 4 | Pabellón: Coliseo Ivan de Bedout Árbitros: * |  |

| 30 de julio, 11:00 (UTC–5) | Academia                                            | 74–65                | Cimarrones                                              | Medellín                                     |  |
|                            | Parciales: 18-21, 18-10, 23-16, 15-18               |                      |                                                         |                                              |  |
|                            | Estadísticas D. Pérez 17 D. Pérez 10 S. Granados 10 | Reporte Pts Reb Asts | Estadísticas J. Rodríguez 27 J. Hernández 7 E. Moreno 3 | Pabellón: Coliseo Ivan de Bedout Árbitros: * |  |

## Final
Disputada del 2 al 6 de agosto cerrando de local el equipo mejor clasificado.
| 2 de agosto, 21:10 (UTC–5) Telepacífico | Cimarrones                                           | 61–55        | Fastbreak                                             | Quibdó                                       |  |
|                                         | Parciales: 23-10, 12-10, 14-15, 12-20                |              |                                                       |                                              |  |
|                                         | Estadísticas J. Zamora 16 J. Rodríguez 9 E. Moreno 5 | Pts Reb Asts | Estadísticas L. Julio 17 D. Crockrell 7 M. Sneed II 3 | Pabellón: Coliseo Mariano Garces Árbitros: * |  |

| 4 de agosto, 21:10 (UTC–5) Telepacífico | Fastbreak                                          | 84–74                | Cimarrrones                                           | Cali                                           |  |
|                                         |                                                    |                      |                                                       |                                                |  |
|                                         | Estadísticas H. Uhegwu 26 M. Sneed II 6 S. Ortiz 4 | Reporte Pts Reb Asts | Estadísticas Z. Jhornan 33 J. Hernández 8 E. Moreno 5 | Pabellón: Coliseo Evangelista Mora Árbitros: * |  |

| 5 de agosto, 16:00 (UTC–5) | Fastbreak                                         | 79–82                | Cimarrones                                              | Cali                                           |  |
|                            |                                                   |                      |                                                         |                                                |  |
|                            | Estadísticas S. Ortiz 25 M. Sneed II 8 S. Ortiz 4 | Reporte Pts Reb Asts | Estadísticas Z. Jhornan 25 J. Rodríguez 13 Z. Jhornan 8 | Pabellón: Coliseo Evangelista Mora Árbitros: * |  |

|                                         |
|                                         |
| Campeón Cimarrones del Chocó 2.º título |

## Líderes de las estadísticas
Actualizada al 21 de junio.
| Categoría                | Jugador        | Equipo | Prom./Pts. |
| ------------------------ | -------------- | ------ | ---------- |
| Puntos por partido       | Karl Moore     | AGU    | 26,92      |
| Asistencias por partido  | Julio Velandia | AGU    | 6,67       |
| Rebotes por partido      | Karl Moore     | AGU    | 13,83      |
| Bloqueos por partido     | Joyner Dallis  | AGU    | 2,0        |
| Tiros libres convertidos | Ryan Ortiz     | FAS    | 221        |